# جک و لوبیای سحرآمیز
(به انگلیسی: Jack and the Beanstalk) یک افسانه قدیمی انگلیسی است که نخستین بار در سال ۱۷۳۴ با عنوان "داستان جک اسپرینگز و لوبیای جادویی" منتشر شد. نسخه‌ای اخلاق‌گرایانه‌تر توسط بنجامین تابارت در سال ۱۸۰۷ با عنوان "تاریخچهٔ جک و لوبیای سحرآمیز" منتشر شد. این افسانه بعدها توسط جوزف جاکوبز در کتاب "افسانه‌های انگلیسی" (۱۸۹۰) بازنویسی شد که همان نسخه امروزی رایج است، اما تصور می‌شود که اصل داستان بسیار قدیمی‌تر باشد.
نسخه جدیدتر این انیمیشن با عنوان «جک و لوبیای سحرآمیز - ادامه داستان» در سال ۲۰۲۰ توسط شبکه تلویزیونی اسکای تهیه شده است که در ایران توسط مدیریت دوبلاژ صالح جراح نجفی در استودیو داب فیلم دوبله شده و از پلتفرم نماوا پخش شده است.

## داستان
جک پسر فقیری بود که با مادر بیوه‌اش در روستایی زندگی می‌کردند. روزی که گاو خانواده دیگر شیر نمی‌داد، مادر جک از او خواست که گاو را به بازار ببرد و بفروشد. در راه بازار، جک با پیرمرد عجیبی روبه‌رو شد که به جای پول، چند دانه لوبیای جادویی به جک داد. وقتی جک به خانه برگشت، مادرش عصبانی شد و دانه‌ها را از پنجره بیرون انداخت.
صبح روز بعد، جک با شگفتی دید که از جای دانه‌ها، لوبیایی بلند تا دل آسمان رشد کرده است. او از لوبیا بالا رفت و به دنیایی در میان ابرها رسید. در آنجا قلعه‌ای بزرگ متعلق به غولی مهیب قرار داشت. جک وارد قلعه شد و با همسر غول که زنی مهربان بود آشنا شد. او به جک نان و شیر داد، ولی ناگهان غول برگشت. زن غول، جک را در اجاق پنهان کرد.
غول بوی جک را حس کرد و با صدای بلند گفت: «فی-فا-فو-فام! بوی خونِ یک انگلیسی را می‌شنوم!» ولی زن گفت که کسی آنجا نیست. غول غذایش را خورد و به اتاق رفت تا کیسه‌های سکه‌اش را بشمارد و سپس خوابید. جک یواشکی بیرون آمد، یک کیسهٔ طلا برداشت و از لوبیا پایین آمد. او سکه‌ها را به مادرش داد و مدتی زندگی خوبی داشتند.
چند روز بعد، جک دوباره از لوبیا بالا رفت. این بار مرغی را دید که تخم طلا می‌گذاشت. وقتی غول خوابید، جک مرغ را برداشت و دوباره پایین آمد. این بار نیز مادرش خوشحال شد و با تخم‌های طلا زندگی راحتی داشتند.
بار سوم، جک باز هم بالا رفت و دید که غول یک چنگ جادویی دارد که خودش به تنهایی آهنگ‌های زیبا می‌نوازد. جک چنگ را برداشت، ولی چنگ ناگهان فریاد زد: «کمک! مرا می‌برند!» غول بیدار شد و جک را دنبال کرد.
جک با سرعت از لوبیا پایین رفت. غول نیز دنبالش آمد. جک سریع تبر برداشت و ساقهٔ لوبیا را برید. غول از بالا افتاد و مرد. از آن پس، جک و مادرش با ثروت حاصل از مرغ، طلاها و چنگ جادویی، زندگی شاد و مرفهی داشتند.

## منشاء
نسخه‌های اولیهٔ این داستان به سدهٔ ۱۸ بازمی‌گردند. پژوهشگران دانشگاه دورهام و دانشگاه لیسبون بر این باورند که ریشهٔ این داستان به بیش از پنج هزار سال پیش در دوران هندواروپایی بازمی‌گردد و به افسانه‌ای با عنوان "پسرک و گنج غول" مربوط می‌شود. نسخه‌هایی مشابه در فرهنگ‌های ایتالیایی، فرانسوی و آلمانی نیز یافت می‌شود.

## تحلیل اخلاقی
در نسخهٔ ابتدایی، جک بدون هیچ دلیل مشخصی اموال غول را می‌دزدید، ولی در نسخه‌های بعدی، مانند نسخهٔ تابارت، غول قبلاً پدر جک را کشته و اموالش را غارت کرده بود. بنابراین دزدی جک، به عنوان بازپس‌گیری حق خانواده‌اش توجیه می‌شد. برخی نیز غول را نمادی از ستمگران بزرگ جامعه می‌دانند که مردم عادی برای بقا با آن‌ها مقابله می‌کنند.

## در فرهنگ عامه
این داستان بارها در قالب کتاب، نمایش، پویانمایی و فیلم‌های مختلف بازنویسی و اقتباس شده است. از جمله معروف‌ترین اقتباس‌ها می‌توان به نسخهٔ دیزنی با حضور میکی موس و نسخهٔ طنزآمیز ابوت و کاستلو اشاره کرد. همچنین در نمایش‌های پانتومیم بریتانیایی، این داستان از محبوب‌ترین‌هاست.